# Seminarium
Le bâtiment S ou Seminarium (finnois : Seminarium), est un bâtiment de l'université de Jyväskylä construit sur Seminaarinmäki à Jyväskylä en Finlande,.

## Galerie

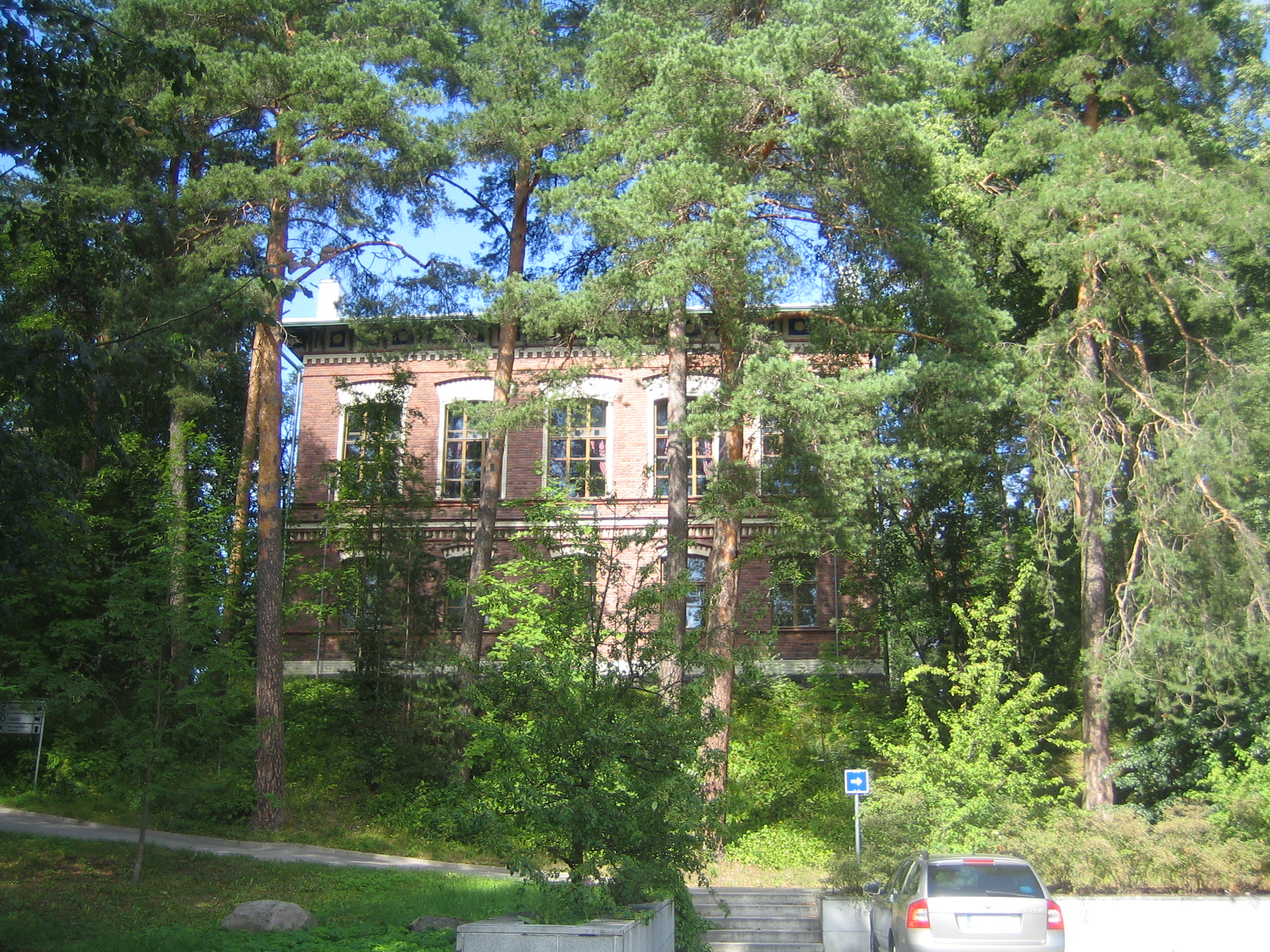
Le Seminarium vu de la rue Seminariumkatu.
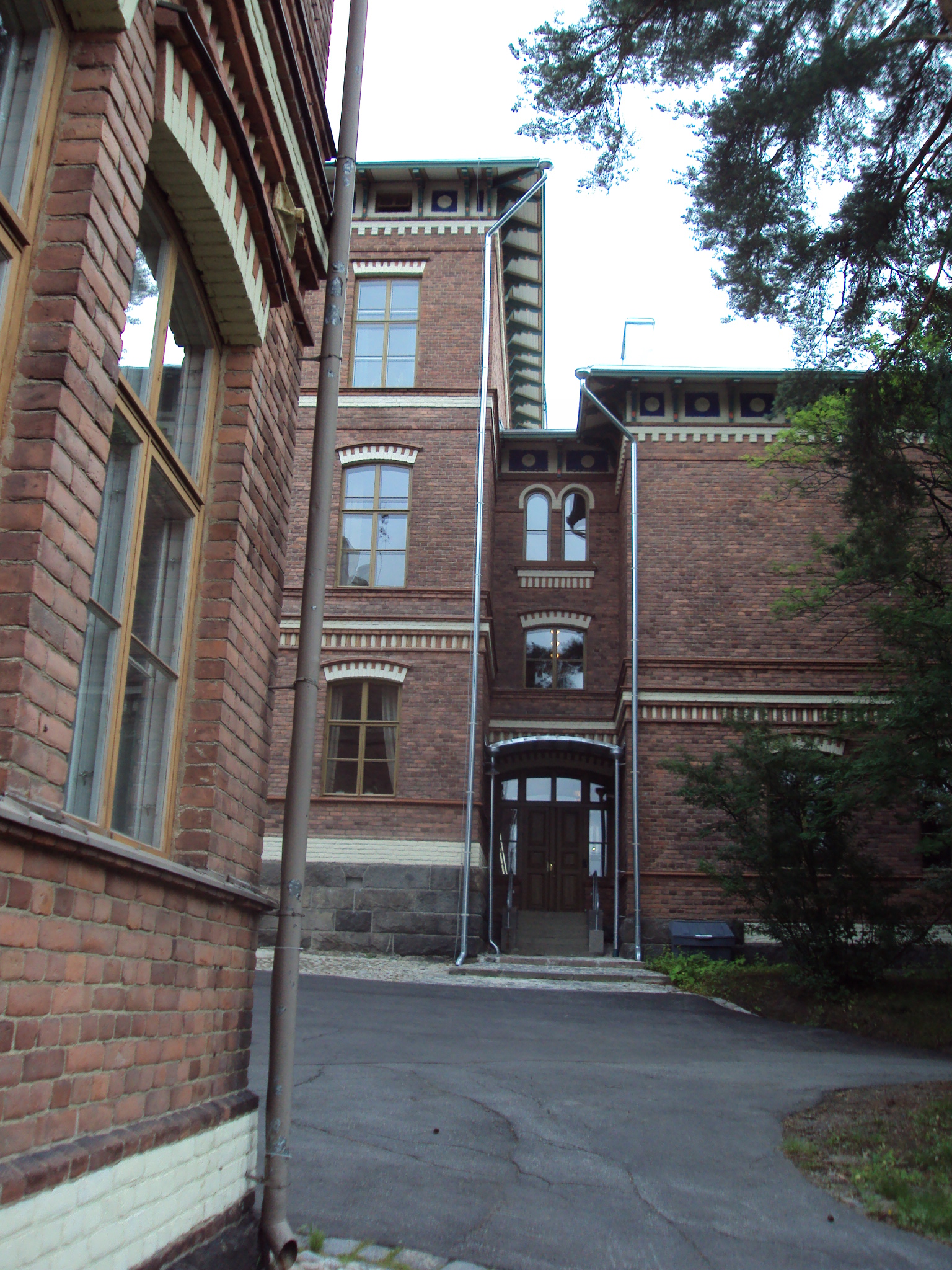
L'entrée du Seminariumin, à gauche le Fennicum.
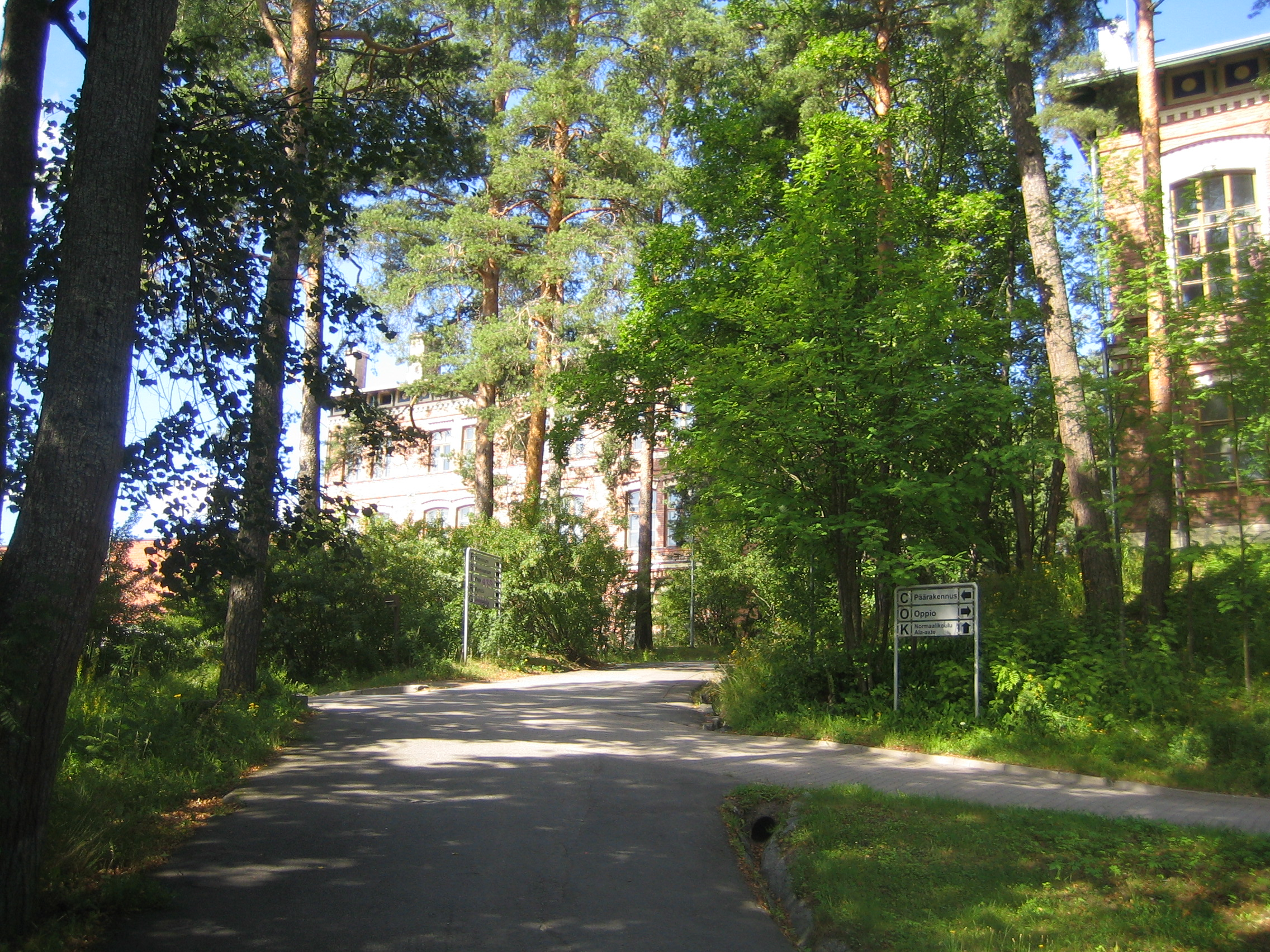
Fennicum et Seminarium.
Salle des fêtes dans les années  1920.
Seminaarium en 1926.